# Sacra Famiglia con i santi Caterina e Giovannino
La Sacra Famiglia con i santi Caterina e Giovannino è un dipinto a olio su tela (86x122 cm) di Paolo Veronese, databile al 1562-1565 circa e conservato negli Uffizi di Firenze.

## Storia
Martinelli, nell'assenza di notizie sulla storia originaria del dipinto, ipotizzò che fosse stato commissionato dalla famiglia Barbaro, che aveva come protettrice santa Caterina d'Alessandria e che più volte era stata committente del pittore.
Nel 1648 l'opera è documentata a Venezia, in casa Windmann, famiglia della Carinzia che aveva un sontuoso palazzo nella città lagunare presso San Canciano.
Nel 1654 Paolo Del Sera, agente di Carlo de' Medici a Venezia, vendette questa tela al cardinale; alla sua morte, su segnalazione proprio del Del Sera, fu acquistata dal suo parente, il cardinale Leopoldo, attraverso le cui collezioni l'opera è infine confluita agli Uffizi, nel 1798.
Se l'autografia del dipinto non è mai stata messa in dubbio, per l'alta qualità della pittura (lodata ad esempio già da Marco Boschini), Fiocco ipotizzò che in origine potesse essere stato più grande, ipotesi accolta da una parte della critica, sebbene oggi si tenda a scartarla, essendo nota una copia di dimensioni pressoché identiche al Baltimore Museum of Art.
Controversa è la datazione, che oscilla tra il periodo giovanile e quello tardo, influenzato da Tintoretto, che è comunque l'ipotesi per lo più prevalente, a ridosso della Pala di San Zaccaria alle Galleria dell'Accademia (1654).
L'opera è stata restaurata nel 1988. Ne esistono alcune copie antiche: oltre a quella già citata a Baltimora, una di Carlo Loth su pergamena (Uffizi inv. 1890/813), e una di Gianantonio Guardi nel Seattle Art Museum.

## Descrizione e stile
Su uno sfondo neutro, interrotto solo dallo spigolo di una parete, Maria, a destra, offre il proprio figlio dormiente all'omaggio di una santa in posizione predominante, con la palma del martirio, vestita come una principessa e quasi di spalle, e di san Giovannino, che bacia un piedino al fanciullo mentre san Giuseppe si piega su di lui con un gesto paterno, appoggiandogli una mano sulla spalla.
Sull'identità della santa, dagli scarsi attributi iconografici, le fonti antiche parlano di Caterina d'Alessandria, la principessa martirizzata in Egitto, mentre studi moderni parlarono di santa Barbara: questa seconda ipotesi è oggi per lo più scartata, anche per il gesto con cui la santa porge la mano con l'anello al dito, come se fosse appena avvenuto il matrimonio mistico tipico dell'iconografia di santa Caterina.
La ricercatezza delle pose, inclinate lungo la diagonale, il senso materico nella resa dei tessuti, i bagliori che accendono i capelli biondi della santa, la ricercatezza della sua acconciatura, gli effetti di luce ed ombra, sono tutti elementi di grande qualità, godibili appieno dopo che il restauro rimosse una vecchia ridipintura ingiallita.